# Abu-Issa al-Warraq
Abu-Issa Muhàmmad ibn Harun al-Warraq, més conegut simplement com a Abu-Issa al-Warraq o Muhàmmad al-Warraq (segle ix) va ser un erudit escèptic musulmà. Inicialment mutazilita, va esdevenir crític amb l'islam juntament amb el seu amic i deixeble Ibn ar-Rawandí, simpatitzant, segons sembla, amb el maniqueisme.
Va escriure un llibre sobre religions i sectes titulat Al-Makalat.